# Belgiens Grand Prix 1995
Belgiens Grand Prix 1995 var det elfte av 17 lopp ingående i formel 1-VM 1995.

## Resultat
1. Michael Schumacher, Benetton-Renault, 10 poäng
2. Damon Hill, Williams-Renault, 6
3. Martin Brundle, Ligier-Mugen Honda, 4
4. Heinz-Harald Frentzen, Sauber-Ford, 3
5. Mark Blundell, McLaren-Mercedes, 2
6. Rubens Barrichello, Jordan-Peugeot, 1
7. Johnny Herbert, Benetton-Renault
8. Mika Salo, Tyrrell-Yamaha
9. Olivier Panis, Ligier-Mugen Honda
10. Pedro Lamy, Minardi-Ford
11. Jean-Christophe Boullion, Sauber-Ford
12. Taki Inoue, Footwork-Hart
13. Pedro Diniz, Forti-Ford
14. Roberto Moreno, Forti-Ford

### Förare som bröt loppet
- Ukyo Katayama, Tyrrell-Yamaha (varv 28, snurrade av)
- Giovanni Lavaggi, Pacific-Ilmor (27, växellåda)
- Luca Badoer, Minardi-Ford (23, snurrade av)
- Gerhard Berger, Ferrari (22, elsystem)
- Eddie Irvine, Jordan-Peugeot (21, brand)
- Max Papis, Footwork-Hart (20, snurrade av)
- Andrea Montermini, Pacific-Ilmor (18, bränslebrist)
- David Coulthard, Williams-Renault (13, växellåda)
- Jean Alesi, Ferrari (4, upphängning)
- Mika Häkkinen, McLaren-Mercedes (1, snurrade av)

## VM-ställning
| Förarmästerskapet 1. Michael Schumacher, Benetton-Renault, 66 2. Damon Hill, Williams-Renault, 51 3. Jean Alesi, Ferrari, 32 | Konstruktörsmästerskapet 1. Benetton-Renault, 84 2. Williams-Renault, 74 3. Ferrari, 57 |